# Camargo (Illinois)
Camargo es una villa en el condado de Douglas, en el estado estadounidense de Illinois. La población era de 445 en el censo de 2010. Camargo se encuentra en la ruta de Intersección 130 de Illinois y la Autopista 36. Camargo es la villa más antigua en el condado de Douglas. En 2006, el primer festival Wolly Worm (Gusano Lanudo) se puso en marcha durante el primer fin de semana en octubre, que atrae a varias celebridades locales. Este es un evento anual.

## Geografía
Camargo se localiza a 39°47′56″N 88°9′54″O / 39.79889, -88.16500 (39.798775, -88.164942).
De acuerdo a la Oficina del Censo de los Estados Unidos, la villa tiene un área total de 1.3 millas cuadrada (3.3 km²), de los cuales, 1.3 (3.3 km²) es de tierra y 0.78% es agua.

## Censo
Según el censo  de 2010, había 445 personas residiendo en Camargo. La densidad de población era de 132,17 hab./km². De los 445 habitantes, Camargo estaba compuesto por el 98.65% blancos, el 0% eran afroamericanos, el 0% eran amerindios, el 0% eran asiáticos, el 0% eran isleños del Pacífico, el 0.67% eran de otras razas y el 0.67% pertenecían a dos o más razas. Del total de la población el 2.7% eran hispanos o latinos de cualquier raza.